# У потрази за Аљаском (мини-серија)
У потрази за Аљаском (енгл. Looking for Alaska) је америчка тинејџерско-драмска мини-серија творца Џоша Шварца. Заснована је на истоименом роману Џона Грина из 2005. године. Након што је адаптација филма у више наврата одлагана од стране Paramount Pictures-а, Hulu је закључио посао и наручио ограничену серију од осам епизода. Премијера серије је била 18. октобра 2019. године на Hulu-у. Премијера серије била је 19. октобра 2019. година на HBO Go-у у Србији.

## Радња
Серија прати Мајлса током његове прве године у интернату. Он се заљубљује у Аљаску и проналази групу оданих пријатеља. Али, после изненадне трагедије, Мајлс и његови пријатељи покушавају да схвате шта се догодило.

## Улоге

### Главне
| Глумац            | Улога                   |
| ----------------- | ----------------------- |
| Чарли Пламер      | Мајлс „Дебељуца” Холтер |
| Кристин Фросет    | Аљаска Јанг             |
| Дени Лав          | Чип „Пуковник” Мартин   |
| Џеј Ли            | Такуми Хикохито         |
| Софија Василијева | Лара Батерскаја         |
| Ландри Бендер     | Сара                    |
| Јураја Шелтон     | Лонгвел Чејс            |
| Џордан Конор      | Кевин                   |
| Тимоти Сајмонс    | г. Старнс               |
| Рон Сефас Џоунс   | др Хајд                 |

### Споредне
| Глумац        | Улога          |
| ------------- | -------------- |
| Мег Рајт      | Мараја         |
| Луси Фауст    | Мадам О'Мали   |
| Хенри Зага    | Џејк           |
| Дендин Тајлер | Долорес Мартин |

### Гостујуће
| Глумац         | Улога |
| -------------- | ----- |
| Брендон Стенли | Пол   |
| Рејчел Метјуз  | Фиона |

## Епизоде
| Бр. еп. | Наслов | Редитељ            | Сценариста                       | Премијера         |
| ------- | ------ | ------------------ | -------------------------------- | ----------------- |
| 1       |        | Сара Адина Смит    | Џош Шварц                        | 18. октобар 2019. |
| 2       |        | Рејчел Ли Голдберг | Џош Шварц и Ворен Хсу Леонард    | 18. октобар 2019. |
| 3       |        | Брет Хејли         | Стефани Севиџ и Ешли Вигфилд     | 18. октобар 2019. |
| 4       |        | Ами Канан Ман      | Џош Шварц и Кирк А. Мур          | 18. октобар 2019. |
| 5       |        | Клеа Дувал         | Лејла Гасштајн и Кендал Роџерс   | 18. октобар 2019. |
| 6       |        | Меган Грифитс      | Ворен Хсу Леонард и Ешли Вигфилд | 18. октобар 2019. |
| 7       |        | Рашад Ернесто Грин | Џош Шварц и Стефани Севиџ        | 18. октобар 2019. |
| 8       |        | Џош Шварц          | Џош Шварц                        | 18. октобар 2019. |